# Marika Lehtimäki
Marika Lehtimäki   (Tampere, 7 de febrer de 1975) és una jugadora d'hoquei sobre gel finlandesa, ja retirada, que va competir entre el 1988 i el 1998. Jugava de davantera.
El 1998 va prendre part en els Jocs Olímpics d'Hivern de Nagano, on guanyà la medalla de bronze en la competició d'hoquei sobre gel.
En el seu palmarès també destaquen tres medalles de bronze al Campionat del món i tres medalles d'or i una de bronze al Campionat d'Europa. Amb la selecció finlandesa jugà un total de 83 partits. A nivell de clubs guanyà quatre lligues finlandeses amb el Tampereen Ilves, equip en què jugà tota la vida.